# Wojnowice (województwo śląskie)
Wojnowice (dodatkowa nazwa w j. niem. Woinowitz) – wieś w Polsce położona w województwie śląskim, w powiecie raciborskim, w gminie Krzanowice. Wieś leży na lewym brzegu Psiny, na Górnym Śląsku.

## Historia
Miejscowość po raz pierwszy wzmiankowano w 1370 i prawdopodobnie już wtedy była rozwiniętą wsią z własną parafią. Wieś politycznie znajdowała się początkowo w granicach piastowskiego (polskiego) księstwa raciborskiego, będącego od 1327 lennem Królestwa Czech. W 1475 roku w łacińskich statutach Statuta Synodalia Episcoporum Wratislaviensium miejscowość wymieniona jest w zlatynizowanej staropolskiej formie Woynowicz. Po wojnach śląskich wieś znalazła się w granicach Prus. Od 1818 w powiecie raciborskim.
Historycznie Wojnowice był osadą graniczną diecezji wrocławskiej, położone na zachód od Wojnowic i na południe od Psiny Samborowice leżały już w diecezji ołomunieckiej. Tradycyjnie posługiwano się tu śląskim dialektem, jednak z silnymi wpływami gwar laskich. W 1936 roku zmieniono dotychczasową nazwę na Weihendorf O.S..
W granicach Polski od końca II wojny światowej. W latach 1975–1998 miejscowość należała administracyjnie do województwa katowickiego.

## Zabytki
W miejscowości znajdują się obiekty wpisane do rejestru zabytków:
- budynek kościoła parafialnego pw. Podwyższenia Krzyża Świętego (nr rej.: A/293/10 z 19 lutego 2010);
- pałac oraz otaczający go park krajobrazowy typu angielskiego (nr rej.: A/465/15 z 30 grudnia 2015);
- budynek mieszkalny - kamienica przy ul. Józefa Rostka 28 (nr rej.: A/1136/23 z 1 marca 2023); obiekt posiada zachowaną we wnętrzu tablicę inskrypcyjną Erbaut mit Gott / Thomas Siegmund / u.[nd] seine EheFrau / Wincenta 1899.[8].

## Turystyka
Obiektem przyciągającym najwięcej turystów jest XIX-wieczny Pałac w Wojnowicach.